# 에이콘 (가수)
에이콘(Akon, 본명: Aliaune Thiam, 1973년 4월 16일 ~ )은 미국의 싱어 겸 프로듀서이며, 힙합음악가이다. 컨빅 뮤직과' 콘 라이브'의 사장이다. 1996년에 앨범 "Operations Of Nature"으로 데뷔했으며, 2007년 에미넴이 참여한 'Smack That'으로 그래미 어워드 대상을 수여받았다. 지금까지 155명이 넘는 가수들과 작업해서, 23개의 곡들을 '빌보드 핫 차트'에 상위권으로 진입시킨 적도 있다.

## 생애

### 출생
에이콘의 아버지는 재즈 뮤지션인 'Mor Thiam'이다. 아프리카에서 태어나 7살 때까지는 세네갈에서 생활했고, 그 후에는 뉴저지로 이민왔다. 이렇게 이민을 자주 했던터라, 생년월일이 정확하지 않다고 한다. 그는 한때 범죄를 저질러, 감옥에 자주 갔었는데 이러한 경험을 바탕으로 만든 노래가 바로 2004년에 발매한 'Locked Up'이다.

### 화려한 데뷔
2004년 에이콘은 'Ghetto', 'Locked Up', 'Lonely' 등을 싱글로 내보이면서 인기를 얻어갔다. 그 중에서도 'Locked Up'은 미국 빌보드 차트 10위, UK 차트 5위를 기록했고, 그의 매니저인 Robert Montanez 가 2005년에 뉴저지에서 피살된다. 그 후 두 번째 싱글 'Ghetto'는 리믹스 버전인 'Ghetto remix'는 2pac, Notorious B.I.G가 참여한다. 세 번째 싱글인 'Lonely'는 'Billboard Hot 100'에서 5위를 한다. 또한 영국, 오스트레일리아, 독일 차트에서도 상위권에 올랐다. 2005년 7월 UK 차트에서 1위를 한다. 'Lonely'는 15주 동안 1위를 하게 되며, 음악방송 'The Box'에서 소개한다. 뉴질랜드 랩퍼인 'Savage'가 참여한 네 번째 싱글 'Moonshine'는 뉴질랜드와 오스트레일리아에서 1위를 차지한다. 2005년 영 지지의 싱글 "Soul Survivor"에 참여한다.

### 성공
2006년, 2007년 새 앨범 'Konvicted'를 발매한다.12개의 트랙 중에서 11곡을 'Billboard Hot 100'에 올렸고, 2006년 11월 에미넴, 스눕 독, Styles P와 공동작업을 한다. 앞서 2006년 8월 첫 싱글인 'Smack That'은 에미넴이 참여했다. 'Billboard Hot 100'에서 2위를 한다.
두 번째 싱글인 'I Wanna Love You'는 스눕 독이 참여했고, 'Billboard Hot 100'에서 1위를 한다. 영국차트에서는 2주 동안 10위권 안에 든다.
세 번째 싱글 'Don't Matter'은 'Hot 100 chart'에서 1위를 한다.
유럽싱글인 'Mama Africa'은 영국에서 47위로 데뷔한다.
2007년 8월 5번째 싱글인 'Sorry, Blame It on Me'은 'Hot 100'에서 7위를 한다.
이 앨범은 빌보드 200차트에서 2위를 하며, 첫 주에만 286,000만장이 팔렸다. 6주후에는 미국을 포함해서 1.3천만장이 팔렸다. 이 앨범은 플래티넘을 받았다.
2006년에 발매된 싱글 'Smack That'은 97위에서 7위로 단숨에 뛰어올랐고, 'Hot Digital Songs'으로 67,000을 다운받았다. 2006년 49th Annual Grammy Awards에서 Best Rap/Sung Collaboration을 받지만, 저스틴 팀버레이크에 'My Love'에 밀리고 만다.
2008년 새 앨범 'Freedom'을 발매하고, 'Right Now(Na Na Na)', 'Beautiful', 'I'm So Paid' 등을 싱글을 발매했다.

## 현재
힙합, 랩, R&B를 결합한 독특한 멜로디로 팝 씬을 사로잡으며 새천년의 새로운 힙합 패러다임으로 자리잡은 뮤지션 겸 프로듀서 에이콘 (AKON)의 한결 더 세련된 멜로디와 캐치한 팝비트를 앞세워 드디어 2년 만에 찾아오는 새 앨범 [FREEDOM]
에이콘 특유의 중독 멜로디가 한 번 들으면 잊혀지지 않는다! 댄스 플로어를 떼창으로 달굴 빌보드 톱 10의 첫 싱글 ‘Right Now (Na Na Na)’빌보드 1위에 빛나는 힙합 릴 웨인과 영 지지가 피쳐링하고, 에이콘 요원의 007작전을 그린 뮤직비디오로 화제 몰이를 하며 국내 온라인차트 급 상승 중인 두 번째 싱글 ‘I’m So Paid’ 외, ‘Troublemaker’, ‘Sunny Day’ 등 대 히트 예감 총 13곡 수록!